# Köpeczi-Boócz Lajos
Bibarcfalvi Köpeczi-Boócz Lajos, született: köpeczi Bócz Lajos Mihály József Leo (Budapest, 1894. február 15. – 1947 után) magyar színész, művészeti vezető, színigazgató, államrendőrségi felügyelő.

## Családja
Szülei bibarcfalvi Köpeczi Boócz (Bócz) József kézdivásárhelyi rendőrfőkapitány, polgári iskolai tanár és zajzói Kováts (Kovács) Ilona. Testvérei Köpeczi-Bócz István Árpád (Budapest, 1896. február 24. – Budapest, 1974. április 12.), Köpeczi Bócz Mihály színész (született 1907. május 6.), sógornője Szende Mária színésznő (született 1915. november 23.). 1918. március 5-én Budapesten feleségül vette Garay Irént, akitől 1919-ben elvált. 1920. augusztus 23-án Budapesten házasságot kötött Hecht Máriával, akitől 1922-ben vált el.

## Életútja
Az Országos Színészegyesület színiiskolájában végzett 1914-ben, majd az első világháborúban harcolt, melynek során súlyosan megsebesült. Évekig állt orvosi kezelés alatt. 1918-ban az Iványi Dezső-féle frontszínház katonai parancsnoka lett. Kabarét is nyitott a Rákóczi úti Clarus cukrászdában. Szerepelt vidéken, majd 1930-tól a fővárosban élt. Max Reinhardtnál és Erwin Piscatornál tanult rendezést az 1930-as években. 1932–34-ben és 1935–36-ban a Kamara Színházban játszott, 1936-tól 1939-ig a Vígszínház művésze volt. Az Anschluss előtt az Uj Magyarság mozirovatánál dolgozott. 1939–40-ben művészeti vezetőként tevékenykedett a Dunaparti Színpadnál, majd 1940–41-ben a Pódium Kabaréban működött. Jobboldali beállítottságú volt, azt vallotta, hogy meg kell tisztítani a magyar színészetet a káros szellemiségtől és támogatta, hogy ne szerepelhessenek zsidó származású színészek a magyar filmekben. Tagja lett a Turul Szépmíves Céhnek.
1942 elején egy névtelen feljelentéshez mellékelt hamis fénymásolat alapján megvádolták, hogy anyai ágon zsidó származású, így eljárást indított ellene a Kamara és 2000 pengős büntetést kellett fizetnie. Az ítélet miatt visszavonult. Miután még az első világháborúban szerzett betegsége is kiújult, méreggel próbált öngyilkosságot elkövetni a Dohány utcai Continental Szálló egyik szobájában, miután a személyzetnek feltűnt, hogy egy ideje nem ad magáról életjelet, bekopogtattak hozzá. Amikor nem kaptak választ, felnyitották az ajtót. Megmentették, a Pajor-szanatóriumban gyomormosást hajtottak végre rajta.
1944 márciusában beszállították a vadaskerti elmegyógyintézetbe. Ekkor már évek óta a kábítószerek rabja volt és már színházi ügyeit is elhanyagolta. Sorozatos elmaradások után a színház igazgatósága kénytelen volt szerződését felbontani. Ezután kölcsönökből élt, majd a Vígszínház hivatalos levélpapírjához jutva, ezek segítségével követett el kisebb-nagyobb visszaéléseket. Megrendeléseket tett több nagyobb textilvállalatnál a Vígszínház nevében. A beszerzett textilanyagokat aztán feketén értékesítette. Nyomozást indítottak ellene és kihallgatása folyamán zavarosan viselkedett. A rendőrorvos erre elrendelte, hogy elmeállapotának megvizsgálása okából szállítsák elmegyógyintézetbe.
1945-től 1947-ig a pockingi tábori színház vezetője volt Németországban. Írt verseket, novellákat, egyfelvonásosokat.

## Fontosabb színházi szerepei
- Báró (Gorkij: Éjjeli menedékhely)
- Bese Tamás (Kós Károly: Budai Nagy Antal)
- Francis Bacon (André Josset: Erzsébet, az elérhetetlen asszony)

## Filmszerepei
- Szent Péter esernyője (1935) - Mravucsán
- Nászút féláron (1936) - Tabáni Mayer vezérigazgató
- Dunaparti randevú (1936) - Hantos, a könyvkiadó igazgatója
- Pogányok (1936) - pap
- Mária nővér (1936) - bíró
- Hetenként egyszer láthatom (1937) - becsüs
- Pesti mese (1937) - háziúr
- Az én lányom nem olyan (1937) - Dr. Vörös, rendőrfogalmazó
- A férfi mind őrült (1937) - főportás
- Szerelemből nősültem (1937) - altiszt a házasságkötő teremben
- 120-as tempó (1937) - Dr. Hornik Zsiga főorvos
- Pusztai szél (1937)
- Hotel Kikelet (1937) - Zsófi apja
- Úrilány szobát keres (1937) - Vranicsek Vencel, kertész, tanú a bíróságon
- Mai lányok (1937) - ügyvéd
- Két fogoly (1937) - katonaorvos
- A Noszty fiú esete Tóth Marival (1937, magyar-német-osztrák) - Tóth Mihály, Mari apja
- Egy lány elindul (1937) - viceházmester
- A harapós férj (1937) - ügyvédjelölt
- Marika (1937) - Kerényi, színigazgató
- Te csak pipálj, Ladányi! (1938) - Dr. Darázs Bertalan ügyvéd
- Elcserélt ember (1938) - Schwarz Attila könyvkereskedő
- Döntő pillanat (1938) - Mátyás, mindenes az újhelyi színházban
- Fekete gyémántok (1938) - Bondaváry Tibald herceg
- Cifra nyomorúság (1938) - Stein Tihamér képkereskedő
- Nehéz apának lenni (1938)
- Borcsa Amerikában (1938) - jegyző
- 13 kislány mosolyog az égre (1938) - Ria apja
- Azurexpress (1938) - Géza bácsi
- Tiszavirág (1938, magyar-német) - Balogh, jegyző
- Gyimesi vadvirág (1938) - Schwarz, kocsmáros
- Fehérvári huszárok (1938) - Selmeczy báró
- Magyar feltámadás (1938-39) - polgármester
- Álomsárkány (1939)
- 5 óra 40 (1939) - Pierre Maréchal, orvos
- Hölgyek előnyben (1939)
- Két lány az utcán (1939) - Bödő, éjjeliőr
- A miniszter barátja (1939) - Kucsera üzletvezető
- Áll a bál (1939) - Gorbuskin
- Párbaj semmiért (1939) - állatorvos
- A nőnek mindig sikerül (1939) - producer
- Erdélyi kastély (1940) - ügyvéd
- Göre Gábor visszatér (1940) - Fejes Ambrus, szomszéd
- Sarajevo (1940) - Fedor Ivanovics, jegyző
- Gorodi fogoly (1940) - Fedor Gontarow báró
- Cserebere (1940) - Balázs Panni apja, a Famegmunkáló Rt. igazgatója
- A szerelem nem szégyen (1940) - vezérigazgató
- Szeressük egymást (1940) - Sánta Broda, személyzeti osztályvezető
- Sárga rózsa (1940) - kocsmáros
- Eladó birtok (1940) - Plange Baltazár, bankigazgató
- A kegyelmes úr rokona (1941) - Varjas Olivér, igazgató
- Egy tál lencse (1941) - Burcsek, a büfé tulajdonosa
- Európa nem válaszol (1941) - ügynök
- András (1941) - Demeter Ákos, intéző
- A beszélő köntös (1941) - egy polgár a szomszéd városból
- Kölcsönkért férjek (1941) - Komlós igazgató
- Három csengő (1941) - Schmidt, ékszerész
- Intéző úr (1941)
- Lelki klinika (1941) - a Reggeli Hírek főszerkesztője
- Régi keringő (1941) - Szácsay, színigazgató
- Kádár kontra Kerekes (1941) - Dr. Nagy Géza, ügyvéd
- Egy asszony visszanéz (1941-42) - Gábor, színigazgató
- Éjfélre kiderül (1942) - portás
- Üzenet a Volga-partról (1942) - Vihar János, András nagybátyja
- Szerető fia, Péter (1942) - Fenyő, uzsorás
- A láp virága (1942) - főpincér
- Egy bolond százat csinál (1942) - geológus
- A tökéletes család (1942-43) - kovács